# Eleições legislativas portuguesas de 1980 no distrito da Guarda
| Eleições legislativas portuguesas de 1980 Distritos: Aveiro \| Beja \| Braga \| Bragança \| Castelo Branco \| Coimbra \| Évora \| Faro \| Guarda \| Leiria \| Lisboa \| Portalegre \| Porto \| Santarém \| Setúbal \| Viana do Castelo \| Vila Real \| Viseu \| Açores \| Madeira \| Estrangeiro |

## Resultados por Concelho
Os resultados nos concelhos do Distrito da Guarda foram os seguintes:

### Aguiar da Beira
| Partido                 | Partido                         | Votos | %               | +/-  |
| ----------------------- | ------------------------------- | ----- | --------------- | ---- |
|                         | Aliança Democrática             | 3 609 | 82,43 / 100,00  | 5,06 |
|                         | Frente Republicana e Socialista | 398   | 9,09 / 100,00   | 0,71 |
|                         | Aliança Povo Unido              | 89    | 2,03 / 100,00   | 1,01 |
|                         | POUS-PST                        | 47    | 1,07 / 100,00   | -    |
|                         | Outros                          | 112   | 2,56 / 100,00   |      |
| Votos Inválidos         | Votos Inválidos                 | 123   | 2,81 / 100,00   | 1,72 |
| Total                   | Total                           | 4 378 | 100,00 / 100,00 |      |
| Eleitorado/Participação | Eleitorado/Participação         | 5 253 | 83,34 / 100,00  | 8,31 |

### Almeida
| Partido                 | Partido                         | Votos | %               | +/-  |
| ----------------------- | ------------------------------- | ----- | --------------- | ---- |
|                         | Aliança Democrática             | 5 193 | 76,40 / 100,00  | 0,73 |
|                         | Frente Republicana e Socialista | 1 026 | 15,09 / 100,00  | 0,54 |
|                         | Aliança Povo Unido              | 211   | 3,10 / 100,00   | 0,12 |
|                         | POUS-PST                        | 69    | 1,02 / 100,00   | -    |
|                         | Outros                          | 133   | 1,96 / 100,00   |      |
| Votos Inválidos         | Votos Inválidos                 | 165   | 2,43 / 100,00   | 0,23 |
| Total                   | Total                           | 6 797 | 100,00 / 100,00 |      |
| Eleitorado/Participação | Eleitorado/Participação         | 7 905 | 85,98 / 100,00  | 3,71 |

### Celorico da Beira
| Partido                 | Partido                         | Votos | %               | +/-  |
| ----------------------- | ------------------------------- | ----- | --------------- | ---- |
|                         | Aliança Democrática             | 3 838 | 62,17 / 100,00  | 3,22 |
|                         | Frente Republicana e Socialista | 1 514 | 24,53 / 100,00  | 2,23 |
|                         | Aliança Povo Unido              | 210   | 3,40 / 100,00   | 0,90 |
|                         | POUS-PST                        | 127   | 2,06 / 100,00   | -    |
|                         | Outros                          | 240   | 3,88 / 100,00   |      |
| Votos Inválidos         | Votos Inválidos                 | 244   | 3,95 / 100,00   | 0,65 |
| Total                   | Total                           | 6 173 | 100,00 / 100,00 |      |
| Eleitorado/Participação | Eleitorado/Participação         | 7 629 | 80,91 / 100,00  | 4,10 |

### Figueira de Castelo Rodrigo
| Partido                 | Partido                         | Votos | %               | +/-  |
| ----------------------- | ------------------------------- | ----- | --------------- | ---- |
|                         | Aliança Democrática             | 3 888 | 64,38 / 100,00  | 1,90 |
|                         | Frente Republicana e Socialista | 1 466 | 24,28 / 100,00  | 1,43 |
|                         | Aliança Povo Unido              | 229   | 3,79 / 100,00   | 0,31 |
|                         | POUS-PST                        | 94    | 1,56 / 100,00   | -    |
|                         | Outros                          | 192   | 3,18 / 100,00   |      |
| Votos Inválidos         | Votos Inválidos                 | 170   | 2,82 / 100,00   | 0,55 |
| Total                   | Total                           | 6 039 | 100,00 / 100,00 |      |
| Eleitorado/Participação | Eleitorado/Participação         | 7 246 | 83,34 / 100,00  | 3,56 |

### Fornos de Algodres
| Partido                 | Partido                         | Votos | %               | +/-  |
| ----------------------- | ------------------------------- | ----- | --------------- | ---- |
|                         | Aliança Democrática             | 2 921 | 68,50 / 100,00  | 3,72 |
|                         | Frente Republicana e Socialista | 859   | 20,15 / 100,00  | 4,80 |
|                         | Aliança Povo Unido              | 155   | 3,64 / 100,00   | 0,61 |
|                         | POUS-PST                        | 50    | 1,17 / 100,00   | -    |
|                         | Outros                          | 148   | 3,47 / 100,00   |      |
| Votos Inválidos         | Votos Inválidos                 | 131   | 3,07 / 100,00   | 0,73 |
| Total                   | Total                           | 4 264 | 100,00 / 100,00 |      |
| Eleitorado/Participação | Eleitorado/Participação         | 5 116 | 83,35 / 100,00  | 4,47 |

### Gouveia
| Partido                 | Partido                         | Votos  | %               | +/-  |
| ----------------------- | ------------------------------- | ------ | --------------- | ---- |
|                         | Aliança Democrática             | 5 970  | 47,51 / 100,00  | 0,67 |
|                         | Frente Republicana e Socialista | 4 436  | 35,30 / 100,00  | 0,16 |
|                         | Aliança Povo Unido              | 961    | 7,65 / 100,00   | 1,25 |
|                         | POUS-PST                        | 274    | 2,18 / 100,00   | -    |
|                         | Outros                          | 420    | 3,35 / 100,00   |      |
| Votos Inválidos         | Votos Inválidos                 | 505    | 4,02 / 100,00   | 0,85 |
| Total                   | Total                           | 12 566 | 100,00 / 100,00 |      |
| Eleitorado/Participação | Eleitorado/Participação         | 15 199 | 82,68 / 100,00  | 4,58 |

### Guarda
| Partido                 | Partido                         | Votos  | %               | +/-  |
| ----------------------- | ------------------------------- | ------ | --------------- | ---- |
|                         | Aliança Democrática             | 13 215 | 51,23 / 100,00  | 1,72 |
|                         | Frente Republicana e Socialista | 9 066  | 35,15 / 100,00  | 2,24 |
|                         | Aliança Povo Unido              | 1 243  | 4,82 / 100,00   | 0,67 |
|                         | POUS-PST                        | 468    | 1,81 / 100,00   | -    |
|                         | Outros                          | 961    | 3,74 / 100,00   |      |
| Votos Inválidos         | Votos Inválidos                 | 842    | 3,26 / 100,00   | 0,64 |
| Total                   | Total                           | 25 795 | 100,00 / 100,00 |      |
| Eleitorado/Participação | Eleitorado/Participação         | 30 398 | 84,86 / 100,00  | 4,89 |

### Manteigas
| Partido                 | Partido                         | Votos | %               | +/-  |
| ----------------------- | ------------------------------- | ----- | --------------- | ---- |
|                         | Aliança Democrática             | 1 238 | 44,14 / 100,00  | 2,06 |
|                         | Frente Republicana e Socialista | 872   | 31,09 / 100,00  | 0,38 |
|                         | Aliança Povo Unido              | 434   | 15,47 / 100,00  | 1,83 |
|                         | POUS-PST                        | 54    | 1,93 / 100,00   | -    |
|                         | Outros                          | 94    | 3,36 / 100,00   |      |
| Votos Inválidos         | Votos Inválidos                 | 113   | 4,02 / 100,00   | 1,25 |
| Total                   | Total                           | 2 805 | 100,00 / 100,00 |      |
| Eleitorado/Participação | Eleitorado/Participação         | 3 352 | 83,68 / 100,00  | 4,28 |

### Mêda
| Partido                 | Partido                         | Votos | %               | +/-  |
| ----------------------- | ------------------------------- | ----- | --------------- | ---- |
|                         | Aliança Democrática             | 3 892 | 70,61 / 100,00  | 4,05 |
|                         | Frente Republicana e Socialista | 1 002 | 18,18 / 100,00  | 2,61 |
|                         | Aliança Povo Unido              | 199   | 3,61 / 100,00   | 0,01 |
|                         | POUS-PST                        | 75    | 1,36 / 100,00   | -    |
|                         | Outros                          | 143   | 2,59 / 100,00   |      |
| Votos Inválidos         | Votos Inválidos                 | 201   | 3,65 / 100,00   | 0,36 |
| Total                   | Total                           | 5 512 | 100,00 / 100,00 |      |
| Eleitorado/Participação | Eleitorado/Participação         | 6 408 | 86,02 / 100,00  | 2,74 |

### Pinhel
| Partido                 | Partido                         | Votos  | %               | +/-  |
| ----------------------- | ------------------------------- | ------ | --------------- | ---- |
|                         | Aliança Democrática             | 5 840  | 67,35 / 100,00  | 1,91 |
|                         | Frente Republicana e Socialista | 1 590  | 18,34 / 100,00  | 0,05 |
|                         | Aliança Povo Unido              | 424    | 4,89 / 100,00   | 0,39 |
|                         | POUS-PST                        | 132    | 1,52 / 100,00   | -    |
|                         | Outros                          | 295    | 3,40 / 100,00   |      |
| Votos Inválidos         | Votos Inválidos                 | 390    | 4,50 / 100,00   | 0,96 |
| Total                   | Total                           | 8 671  | 100,00 / 100,00 |      |
| Eleitorado/Participação | Eleitorado/Participação         | 10 849 | 79,92 / 100,00  | 6,23 |

### Sabugal
| Partido                 | Partido                         | Votos  | %               | +/-  |
| ----------------------- | ------------------------------- | ------ | --------------- | ---- |
|                         | Aliança Democrática             | 9 175  | 70,70 / 100,00  | 0,11 |
|                         | Frente Republicana e Socialista | 2 266  | 17,46 / 100,00  | 0,28 |
|                         | Aliança Povo Unido              | 365    | 2,81 / 100,00   | 0,38 |
|                         | POUS-PST                        | 227    | 1,75 / 100,00   | -    |
|                         | Outros                          | 407    | 3,13 / 100,00   |      |
| Votos Inválidos         | Votos Inválidos                 | 537    | 4,14 / 100,00   | 0,79 |
| Total                   | Total                           | 12 977 | 100,00 / 100,00 |      |
| Eleitorado/Participação | Eleitorado/Participação         | 15 763 | 82,33 / 100,00  | 5,12 |

### Seia
| Partido                 | Partido                         | Votos  | %               | +/-  |
| ----------------------- | ------------------------------- | ------ | --------------- | ---- |
|                         | Aliança Democrática             | 9 916  | 51,13 / 100,00  | 1,38 |
|                         | Frente Republicana e Socialista | 6 897  | 35,57 / 100,00  | 0,57 |
|                         | Aliança Povo Unido              | 1 184  | 6,11 / 100,00   | 0,96 |
|                         | POUS-PST                        | 359    | 1,85 / 100,00   | -    |
|                         | Outros                          | 530    | 2,73 / 100,00   |      |
| Votos Inválidos         | Votos Inválidos                 | 506    | 2,61 / 100,00   | 0,98 |
| Total                   | Total                           | 19 392 | 100,00 / 100,00 |      |
| Eleitorado/Participação | Eleitorado/Participação         | 22 629 | 85,70 / 100,00  | 3,11 |

### Trancoso
| Partido                 | Partido                         | Votos | %               | +/-  |
| ----------------------- | ------------------------------- | ----- | --------------- | ---- |
|                         | Aliança Democrática             | 5 608 | 68,51 / 100,00  | 0,02 |
|                         | Frente Republicana e Socialista | 1 509 | 18,43 / 100,00  | 0,82 |
|                         | Aliança Povo Unido              | 341   | 4,17 / 100,00   | 0,37 |
|                         | POUS-PST                        | 145   | 1,77 / 100,00   | -    |
|                         | Outros                          | 257   | 3,14 / 100,00   |      |
| Votos Inválidos         | Votos Inválidos                 | 326   | 3,98 / 100,00   | 0,33 |
| Total                   | Total                           | 8 186 | 100,00 / 100,00 |      |
| Eleitorado/Participação | Eleitorado/Participação         | 9 868 | 82,96 / 100,00  | 3,29 |

### Vila Nova de Foz Côa
| Partido                 | Partido                         | Votos | %               | +/-  |
| ----------------------- | ------------------------------- | ----- | --------------- | ---- |
|                         | Aliança Democrática             | 4 664 | 66,10 / 100,00  | 0,35 |
|                         | Frente Republicana e Socialista | 1 445 | 20,48 / 100,00  | 0,89 |
|                         | Aliança Povo Unido              | 433   | 6,14 / 100,00   | 0,29 |
|                         | POUS-PST                        | 97    | 1,37 / 100,00   | -    |
|                         | Outros                          | 190   | 2,70 / 100,00   |      |
| Votos Inválidos         | Votos Inválidos                 | 227   | 3,22 / 100,00   | 0,75 |
| Total                   | Total                           | 7 056 | 100,00 / 100,00 |      |
| Eleitorado/Participação | Eleitorado/Participação         | 8 645 | 81,62 / 100,00  | 3,85 |